# Bolden (To ryk og en aflevering)
Bolden er en novelle i Jesper Wung-Sungs bog To ryk og en aflevering der blev udgivet i 1998. Den er skrevet i tredje person.

## Handling
Liverpool fører 1-0 over Manchester United og der er kun 10 minutter tilbage. Bolden bliver skudt op på tribunen og nogle Liverpool-tilhængere prøver nyttesløst at gemme den, for kampen skal spilles færdig. Han leder i buskene bag tribunen og det bliver mørkere. Der er køligt og han får rifter på armen. Han gennemsøger de samme buske igen og igen. Han tager en rive fra redskabskuret og kører dem igennem alle buskene. Han finder bolden ved en af buskene han har gennemsøgt tusind gange. Men nu forstår han. Han tager bolden med ind og glemmer helt at spille kampen færdig.
| Bog | Spire Denne artikel om bøger og tidsskrifter er en spire som bør udbygges. Du er velkommen til at hjælpe Wikipedia ved at udvide den. |